# Джонсон, Джеймс Генри
Дже́ймс Ге́нри Джо́нсон (англ. James Henry Johnson; 1874 год — 15 ноября 1921, Паддингтон, Большой Лондон, Великобритания) — английский фигурист. Выступал в парном катании с женой Филлис Джонсон. Они стали серебряными медалистами Олимпиады 1908 года, а также были двукратными чемпионами мира (в 1909 и 1912 годах).
Джеймс Генри Джонсон происходил из богатой семьи сделавшей состояние на добыче угля. Будучи богатым человеком он посвящал фигурному катанию много времени. В 1904 году Джонсон женился на Филлис Сквайер, девушке на 10 лет его моложе, и они стали выступать вместе. На Олимпиаде в Лондоне они стали вторыми. На следующий год пара стала чемпионами мира и повторила этот результат в 1912-м. Успехи в одиночном катании у Джонсона были более умеренны. Закончить карьеру фигуриста Джонсон был вынужден из-за слабого здоровья. Он умер в 1921 году в возрасте всего лишь 46 лет.

## Спортивные достижения
| Соревнования/Год | 1908 | 1909 | 1910 | 1912 |
| Олимпийские игры | 2    |      |      |      |
| Чемпионаты мира  |      | 1    | 3    | 1    |